# Sioux Narrows-Nestor Falls
Sioux Narrows-Nestor Falls es un municipio canadiense situado en la provincia de Ontario.

## Superficie
Sioux Narrows-Nestor Falls tiene una superficie de 1215,8 km².

## Demografía
En 2021, tenía 727 habitantes, una densidad poblacional de 0,6 hab./km², y 1061 viviendas.